# Гинандроморфофилија
Гинандроморфофилија је релативно нова врста девијантне сексуалне склоности која се појавила упоредо са појавом трансексуалности и трансексуалаца у проституцији и порнографији. Реч је о сексуалној привлачности ка особама које су рођене као мушкарци а операцијама промениле пол али најчешће и пре свега према оним трансексуалцима који са задржали пенис и тестисе док су операцијама добили женске груди и фигуру (често уклањањем ребара, силиконским умецима и пресађивањем масног ткива и другим захватима). Гинандроморфофилију не треба мешати са гинемиметофилијом која је девијантна сексуална склоност ка травеститима - мушкарцима који се само облаче као жене а нису мењали пол.

## Дефиниције
Гинандроморфофилија има два појавна облика од којих један постоји као фетишистички а испољава се као уживање у конзумирању порнографских материјала у којима се приказују трансексуалци и фантазирање о сексуалним чиновима у којима они учествују а други као парафилија и конкретно сексуално општење са трансексуалцима - најчешће проституткама.

### Дефинисање гинандроморфофилије
Постоје разне теорије о природи овакве склоности али генерално, сам облик гинандроморфофилије може да укаже на њен узрок. Гинандроморфофили који остају само на порнографији са трансексуалцима никада не ступајући у конкретан сексуални контакт са њима деле се у две групе: једна фетишистичка која има фантазије о идеалном женском телу са свим женским атрибутима на које је додат пенис и друга са латентном бисексуалношћу која има фантазије о мушкарцу у женском обличју.
Прва група гинандроморфофила је највећа и првенствено њима су намењени порнографски материјали са трансексуалцима. Овде се ради о хетеросексуалним мушкарцима који иначе имају нормалне везе са женама. Другу групу чине латентни бисексуалци. Мушкарци из ове групе своју латентану бисексуалност покушавају да задовоље кроз порнографију и фантазије на начин који им се чини социјално а и њима самима прихватљивијим јер фантазија о општењу са „женом“ не изгледа као склоност ка истом полу. Ова група мушкараца у трансексуалцима тражи изговор за контакт са својим потиснутим склоностима ка истом полу кроз фантазије.
Гинандроморфофили који користе услуге трансексуалних проститутки или имају сексуалне везе са њима, углавном су бисексуалци.